# Boris Collardi

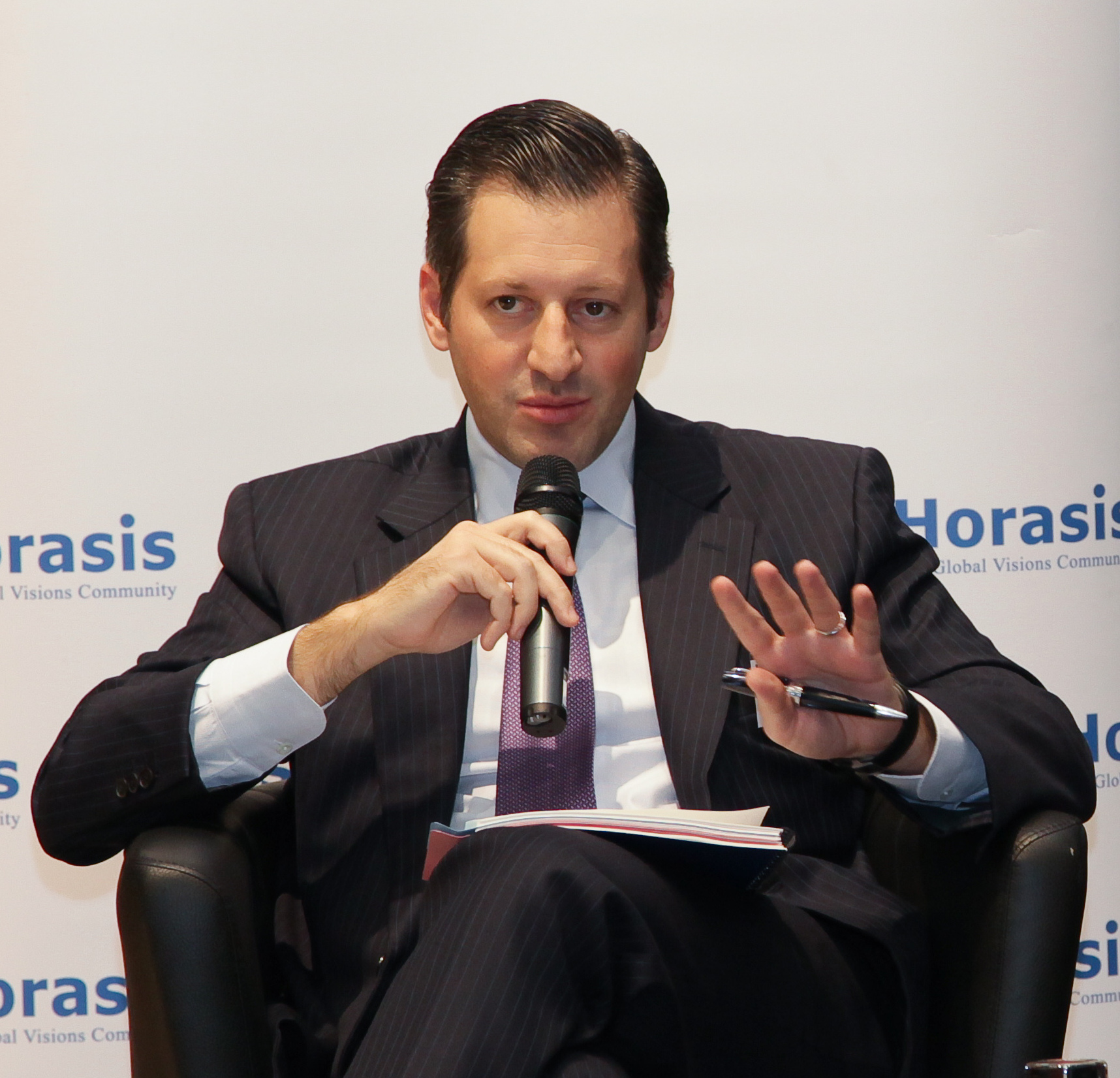
Boris Collardi (2010)

Boris Francesco Jean Collardi (* 17. Juli 1974; heimatberechtigt in Movelier) ist ein schweizerisch-italienischer Bankmanager. Er war vom 1. Juni 2017 bis Ende August 2021 Teilhaber und Co-Leiter des Vermögensverwaltungsgeschäftes der Genfer Pictet-Gruppe und war zuvor neun Jahre Chief Executive Officer (CEO) der Bank Julius Bär.

## Ausbildung und Beginn der Karriere
Collardi wuchs in Nyon auf, wo er an der Cessouest School auch einen Abschluss in Wirtschaft machte. Anschliessend absolvierte er zwischen 1993 und 1994 bei der Credit Suisse in Genf ein Career Start Programm. 1995 wechselte er nach Zürich zur Credit Suisse Investment Research Group, wo er als Analyst in der Abteilung Quantitative Models & Tools tätig war. Im Jahr darauf erfolgte der Wechsel zu Credit Suisse Private Banking in die Francophone Market Group. 1996 und 1997 war er tätig im Front Office Support für französischsprachige Länder. Anfang 1998 erfolgte der Transfer nach Singapur, wo er Head of Front Office Support Asia-Pacific wurde. Im Jahr 2000 kehrte er zurück in die Schweiz und war Executive Assistant des CEO von Credit Suisse Private Banking, Oswald Grübel.
Anschliessend kehrte er nach Singapur zurück, um bis 2002 als Project Director „Global Private Banking Center“ tätig zu sein. Seine Aufgabe war es, eine globale Buchungs- und Dienstleistungsplattform aufzubauen. Mitte 2002 bis 2003 war er für Credit Suisse Private Banking Europe als Head of Business Development, Member of the Executive Committee und Chairman des European Private Banking Advisory Board tätig. 2003 und 2004 war er CEO und Head of Corporate Center sowie Member of the Executive Board von Credit Suisse Private Banking in Zürich. Von 2004 bis Mitte 2005 stand er in den Diensten von Credit Suisse Private Banking in London und Zürich als Head of Special Projects, danach als COO Eastern Europe, Middle East & Northern Africa, sowie als Mitglied des Private Banking Europe Management Committee.

## Tätigkeit für Julius Bär
2006 wechselte Collardi zu Bank Julius Baer & Co. Ltd. Von 2006 bis 2009 war er Chief Operating Officer (COO) und damit verantwortlich für die Integration von drei Privatbanken, die Julius Bär von der Schweizer Grossbank UBS übernommen hatte, sowie für die Produkteplattform für die Vermögen von Julius Bär wie auch die globale Asset-Management-Organisation. Zusätzlich war er von 2008 bis 2009 COO der Investors Solutions Group.

### CEO von Julius Bär
Im Mai 2009, nach dem Tod von CEO Alex W. Widmer, wurde Collardi im Alter von 34 Jahren CEO der Bank Julius Bär & Co. AG, und im Oktober 2009 Chief Executive Officer der Julius Bär Gruppe AG. Die Ernennung des jungen Collardi zum Chef einer traditionsreichen Schweizer Bank fand breite mediale Aufmerksamkeit.
Mit der Aufnahme der Tätigkeit als CEO der Bank Julius Bär begann für die Bank eine Phase des Um- und Ausbaus. Zuerst wurden das Asset-Management-Geschäft und das Private-Banking-Geschäft getrennt. Die Trennung erfolgte dadurch, dass die Julius Bär separat an die Börse gebracht wurde, während die bislang kotierten Aktien unter dem Namen GAM an der Börse kotiert blieben. Erklärte Absicht war, Julius Bär zu einem sogenannten „pure player“ im Private Banking zu machen. 2010 wurde Julius Bär von den Publikationen „Professional Wealth Management“ und „The Banker“ zur Besten Privatbank der Schweiz und für die beste Wachstumsstrategie im Private Banking ausgezeichnet.
Im April 2011 bezahlte die Bank der Staatsanwaltschaft Münster 50 Mio. Euro und erwirkte damit die Einstellung eines Verfahrens gegen die Bank und deren Mitarbeiter.

### Akquisition von Merrill Lynch
Kurz nach seinem Amtsantritt übernahm Julius Bär den Schweizer Ableger des niederländischen Allfinanzkonzerns ING für 520 Mio. Fr. und steigerte die Vermögen unter Verwaltung um 10 % auf 160 Mrd. Fr. 2012 folgte die Akquisition des internationalen Geschäftes von Merrill Lynch. Julius Bär übernahm Vermögenswerte von rund 60 Mrd. Fr. und bezahlte dafür rund 720 Mio. Fr. Die Akquisition war die grösste ihrer Art im Private Banking in den zurückliegenden zehn Jahren, galt mit Blick auf die Komplexität als ausgesprochen schwierig, und in Medienberichten wurde bezweifelt, ob diese Akquisition zu einem Erfolg für Julius Bär und Collardi werden könnte.
Die Akquisition von Merrill Lynch und anderer Banken (GPS Brazil, NSC Asesores in Mexico, Leumi Schweiz, Commerzbank Luxembourg) sowie organisches Wachstum sorgten dafür, dass das verwaltete Vermögen zwischen 2009 und 2017 von 154 auf 388 Milliarden Franken stieg. 
Schon kurz nach seinem Amtsantritt erklärte Collardi in Medien-Interviews, dass Asien für Julius Bär der zweite Heimmarkt werden solle. Infolge wurde die Präsenz in Asien wesentlich ausgebaut.
Collardi war sechs Jahre lang Präsident der Schweizerischen Bankiervereinigung.

## Tätigkeit bei Pictet
Am 27. November 2017 gab Collardi seinen Rücktritt als CEO von Julius Bär bekannt, um ab dem 1. Juni 2018 als Partner für die Genfer Privatbank Pictet tätig zu sein. Als Präsident der Vereinigung Schweizerischer Assetmanagement- und Vermögensverwaltungsbanken trat er an der Generalversammlung der Vereinigung am 25. Mai 2018 in Lugano (Kanton Tessin) zurück.
Seit 2020 steht Collardi wegen möglicher Geldwäsche und Prüfung durch die Finanzmarktaufsicht in der Kritik. Es gab mehrere Strafanzeigen und Medien berichten davon, dass Collardi eine Belastung für Pictet geworden sei. Im August 2021 gab Pictet seinen Rücktritt per 1. September bekannt.

## Privates
Collardi wohnt in Schindellegi in der Gemeinde Feusisberg im Kanton Schwyz und spricht fliessend Französisch, Italienisch, Englisch und Deutsch.

## Vermögen
Gemäß Reichsten-Liste der Bilanz wird sein Vermögen 2021 auf 100 bis 150 Millionen Franken geschätzt.

## Auszeichnungen
2012 wurde Collardi von der Financial-Times-Publikation „Professional Wealth Management“ zum „Best Leader in Private Banking“ gewählt. 2017 wählte ihn das Schweizer Wirtschaftsmagazin Bilanz zum „Topbanker des Jahres“.

## Veröffentlichungen
- Private Banking – Building a Culture of Excellence. Wiley, 2012, ISBN 978-0470824375.